# یوکوهاما-هی-زاکورا
یوکوهاما-هی-زاکورا (به ژاپنی: 横浜緋桜 ヨコハマヒザクラ Yokohama hi zakura) نام علمی بر اساس کتاب ساکورای ژاپن (
Cerasus kanzakura 'Yokohamahizakura' JPPBR 777) نام یک نوع درخت ساکورای باغی است که از ترکیب کانهی-زاکورا و کنروکوئن-کوماگای به وجود آمده‌است. رنگ گل آن از کان-زاکورا نیز پررنگ‌تر و بزرگ‌تر است. بطول معمول گل آن زودتر از سومی-یوشینو شکوفا می‌شود. این نوع درخت بیشتر در یوکوهاما یافت می‌شود.
- تعداد گلبرگ: ۵ عدد
- رنگ: قرمز مایل به بنفش
- قطر گل: ۳٫۴ تا ۴٫۴ سانتیمتر
- زمان گل‌دهی: اوایل آوریل
- محل نمونه:پارک شینجوکو گیوئن